# Harley-Davidson LiveWire

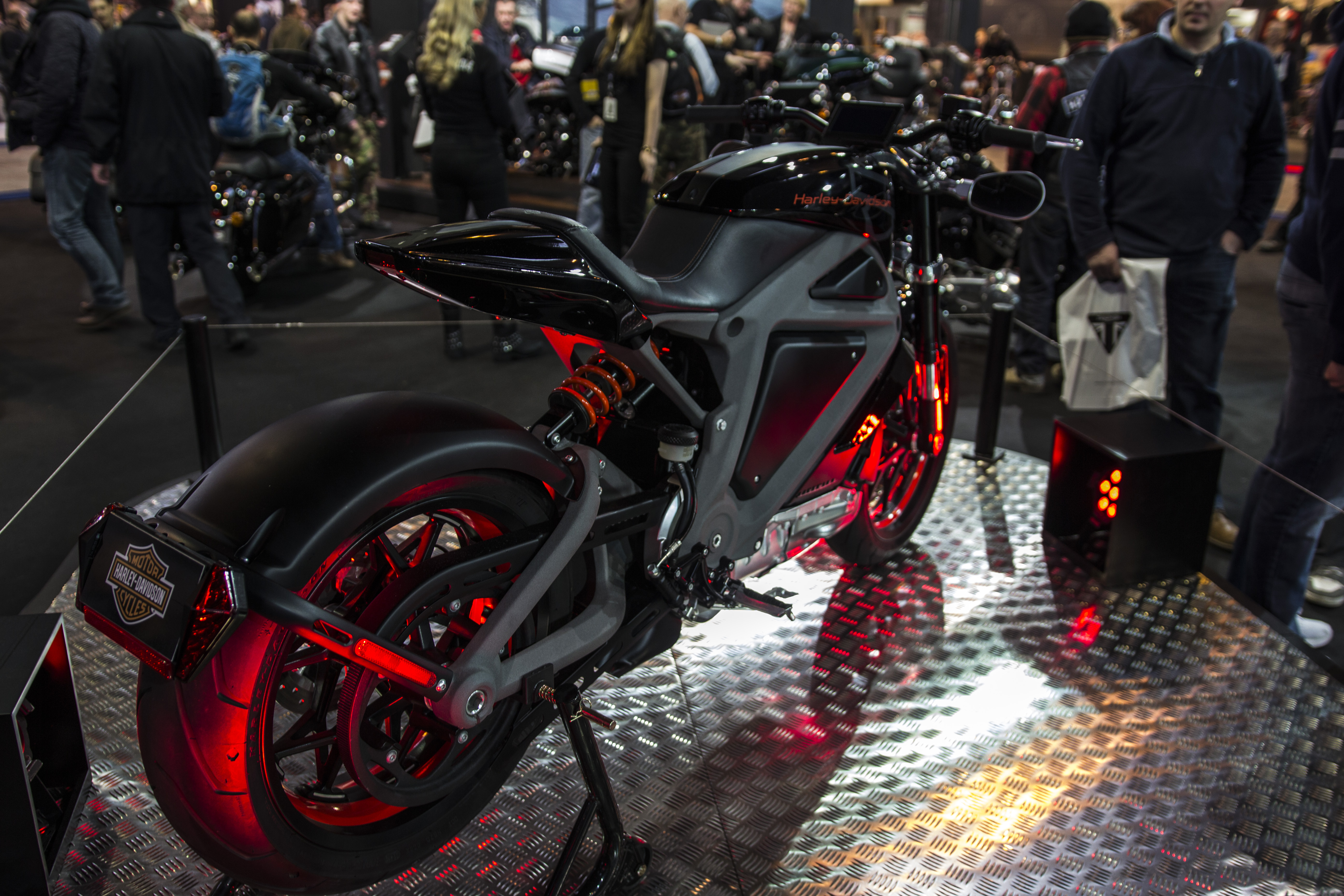
En el MCN Motorcycle Live NEC Birmingham, 2014.

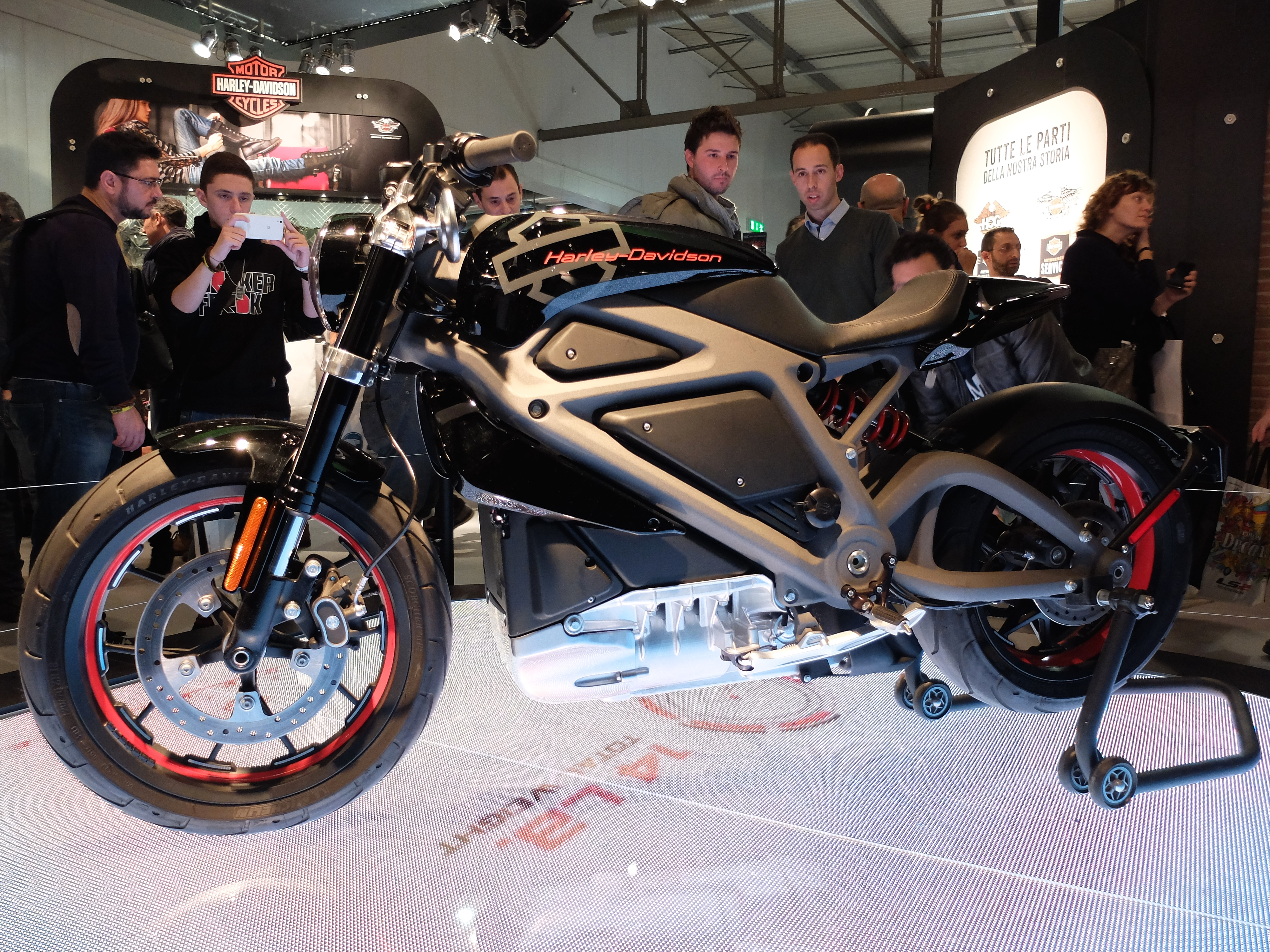
Lado izquierdo, Birmingham, 2014.

La Harley-Davidson LiveWire es una motocicleta eléctrica de Harley-Davidson, su primer vehículo eléctrico. Harley-Davidson afirma que la velocidad máxima es de 95 millas por hora (152,9 km/h) con un motor de 105 caballos (106,5 CV).
La LiveWire, lanzada en 2019, se dirige a un tipo de cliente diferente al de sus clásicas motocicletas con motor V-twin.
En diciembre de 2021, se publicó la noticia de que LiveWire se escindiría de la empresa matriz Harley Davidson, y que saldría a bolsa en la primera mitad de 2022 como una empresa de adquisiciones con fines especiales (SPAC) valorada en 1.770 millones de dólares.

## Historia
La LiveWire se mostró por primera vez a los medios de comunicación en junio de 2014. Los prototipos se pusieron a disposición del público para realizar pruebas en los concesionarios Harley-Davidson de Estados Unidos a finales de 2014, y luego en Europa y Canadá en 2015. La LiveWire se inspiró en la superbike eléctrica "Mission R", y los trenes motrices de los prototipos fueron desarrollados en colaboración con su fabricante, la empresa de tecnología de motocicletas eléctricas y trenes motrices eléctricos Mission Motors.
Tal y como se presentó el prototipo en 2014, el motor debía montarse con un motor longitudinal, bajo el bastidor. Estaba previsto que un engranaje cónico cambiara el sentido de giro 90° para accionar una correa gilmer que hiciera girar la rueda trasera. En los prototipos, el engranaje cónico daba al tren motriz un sonido único de zumbido, comparado con el sonido de una turbina de avión, o como dijo un redactor de The Verge, "como una asporadora de gran tamaño".  Según la revista Wired en 2014, Mission Motors proporcionó asistencia técnica sobre el controlador del motor.
En enero de 2018, Harley-Davidson anunció que la motocicleta entraba en producción y que llegaría al mercado en 18 meses. Los pedidos anticipados estaban previstos para enero de 2019. Las primeras entregas se realizaron en septiembre de 2019, pero se detuvieron temporalmente debido a un problema de carga no especificado que Harley-Davidson resolvió a partir de octubre de 2019.
Harley-Davidson dijo que el piloto suizo Michel von Tell condujo una LiveWire para lograr un récord no oficial de distancia recorrida en 24 horas en motocicleta eléctrica en marzo de 2020, cubriendo 1723 kilómetros (1070,6 mi). Von Tell, acompañado por periodistas locales, comenzó en Zürich, Suiza, y condujo hasta Stuttgart, Alemania, continuó a lo largo del Lago Constanza, y terminó en Ruggell, Liechtenstein, en un tiempo total de 23 horas y 48 minutos. El anterior récord de 1316,88 kilómetros (818,3 mi) se estableció en 2018 en una Zero S eléctrica.
En 2020, la serie de vídeo en streaming Long Way Up siguió a Ewan McGregor y Charlie Boorman montados en LiveWires desde Sudamérica hasta Norteamérica. Recorrieron más de 20.000 kilómetros, a través de 13 países durante 100 días.
En diciembre de 2021, Harley Davidson anunció que iba a escindir su división LiveWire como una empresa separada llamada LiveWire, preparada para salir a bolsa en la primera mitad de 2022 como una empresa de adquisiciones con fines especiales (SPAC) valorada en 1.770 millones de dólares.

## Reacciones
Cuando se presentó el concepto de motocicleta eléctrica en 2014, un comentarista de Fox Sports lo calificó como "el cambio más radical en los 111 años de historia de la marca". Otros observadores de la industria ven el desarrollo de la LiveWire, y el potencial desarrollo de un producto o línea de productos eléctricos, como parte de un cambio hacia "la gente que normalmente no se siente atraída por las tradicionales motocicletas ruidosas, pesadas y caras de Harley" y "el producto de una dolorosa revolución corporativa que lleva mucho tiempo gestándose" a medida que Harley-Davidson utiliza nuevas tecnologías y se dirige a una base de clientes más amplia. El Milwaukee Journal Sentinel comparó el estilo de la LiveWire con el de la antigua filial de motos deportivas de Harley-Davidson Buell Motorcycles.
The Hollywood Reporter señaló que una Harley-Davidson eléctrica podría convertirse en un símbolo de estatus como el Tesla Model S, y que la nueva Harley-Davidson había sido colocada en Avengers: Age of Ultron. Road & Track publicó unas fotos espía del set de rodaje en 2014, e informó de que Harley-Davidson mediría la acogida por parte del público de la película como una especie de prueba de mercado global del concepto del producto.
Powersports Business dijo que las reacciones iniciales de los clientes en los paseos de prueba en Nueva York en junio de 2014 fueron "abrumadoramente positivas", pero también señaló algunas reacciones negativas a la puesta a punto del sistema de frenado regenerativo.
Jalopnik dijo que el LiveWire, con más de 29.000 dólares, es "demasiado caro" dadas las especificaciones de rendimiento, autonomía y carga.
TechCrunch el escritor Jake Bright dijo que el precio de la LiveWire "era demasiado maldito alto", pero dio Harley Davidson apoyos para un debut EV que "comprobado como un legítimo e-motorcycle entrante", mientras que "pasar la prueba de olfato" de la clientela tradicional de cromo y acero de la compañía - "que no son exactamente la multitud de Tesla."

## Descripción
Las especificaciones técnicas incluyen:
- LiveWire test on FormulaE track, New York, 2019Motor: 105 caballos (78,3 kW), diseño longitudinal,[25] 86 pies·libra fuerza (116,6 N·m) par motor[26]

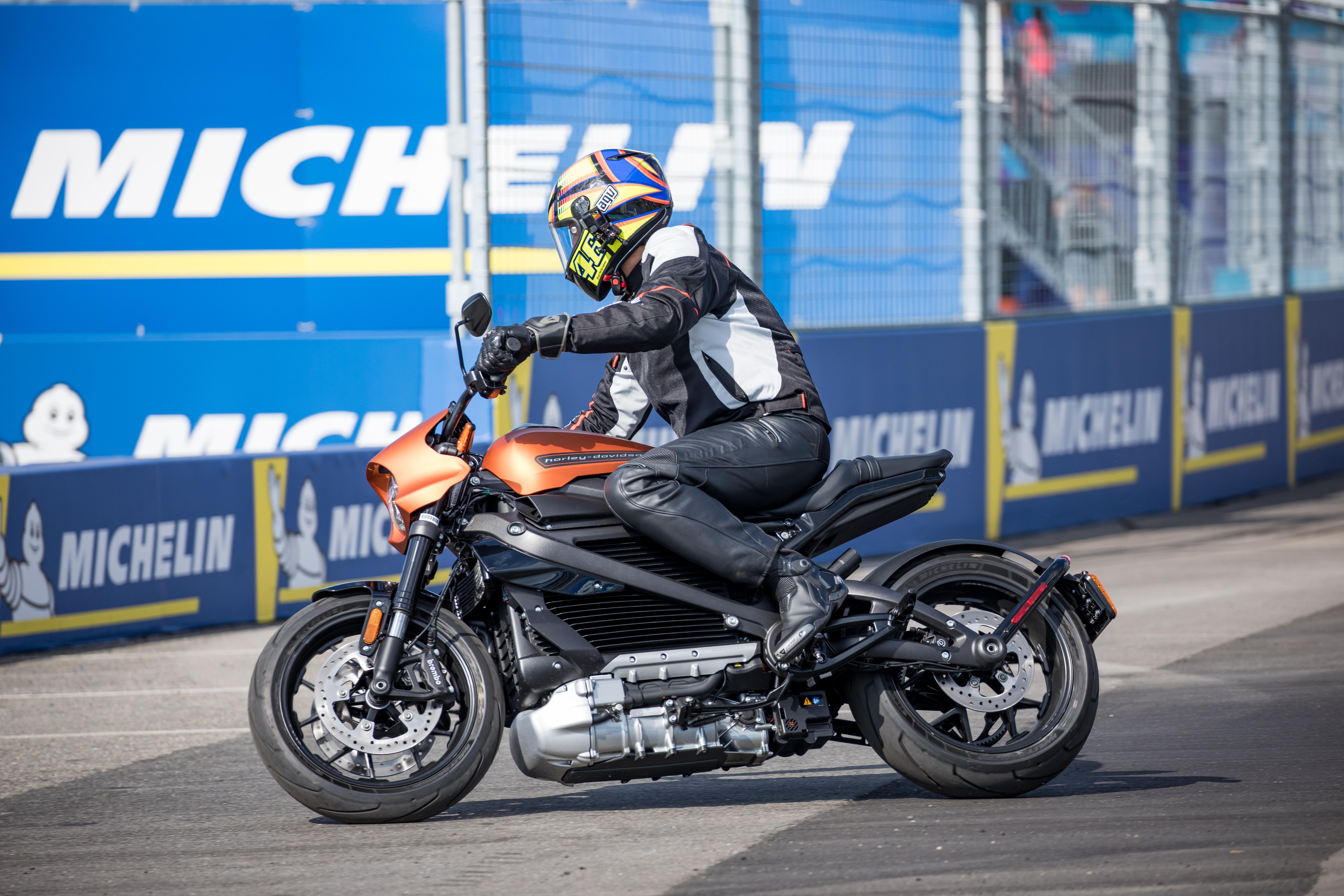
LiveWire test on FormulaE track, New York, 2019

- Transmisión de potencia: caja de cambios de 90 grados con rueda trasera accionada por correa[25]
- Sistema de refrigeración: líquido, compartido por el motor y el controlador[25]
- Batería: 15,5 kilovatios hora (55 800 kJ), 13,6 kilovatios hora (48 960 kJ) utilizable,[27] Células Samsung, con 5 años de garantía sin límite de kilometraje.[25][28]
- Carga: soporta Nivel 3 DC Fast Charging; viene con un cargador de Nivel 1 que se puede guardar bajo el asiento.[25]
- Llantas delanteras y traseras de 17 pulgadas.[29]
- Freno delantero de un solo disco y 2 pistones.[cita requerida]
- 549 libras en orden de marcha[cita requerida]
- Cuadro y basculante de aluminio fundido
- Faro LED
- Salpicadero TFT
- Bastidor de espaldera
- tren motriz de una velocidad[26]

### Rendimiento
- 0-60 millas por hora (0-96,6 km/h) en 3,0 segundos[25]
- 60-80 millas por hora (96,6-128,7 km/h) +1,9 segundos[25]
- Velocidad máxima: 110 millas por hora (177 km/h)
- Alcance: 146 millas (235 km)[23]

## Otras lecturas
- Ford, Dexter (19 de junio de 2014), «Future Shock: Whispering Harleys», The New York Times (en inglés).
- Vanamee, Norman (25 de junio de 2014), «Harley-Davidson debuts the sleek LiveWire motorcycle», Daily AD (blog) (en inglés) (Architectural Digest). — entrevista con el diseñador de motocicletas Kirk Rasmussen
- Quirmbach, Chuck (28 de junio de 2014), «Harley Hopes An Electric Hog Will Appeal To Young, Urban Riders», All Things Considered (en inglés) (NPR).